# Parallel
Parallel és una compilació de tots els videoclips promocionals realitzats per la banda R.E.M. en l'època dels àlbums Automatic for the People i Monster, tot i que alguns es van filmar per aquesta publicació. Es va publicar el 30 de maig de 1995 en format cinta de vídeo, i el 22 d'agost de 2000 en format DVD, ambdós per la discogràfica Warner Bros..
L'edició en DVD no va incloure material extra a excepció dels subtítols de les lletres. En alguns països es van editar dues versions de la compilació a causa del videoclip de «Nightswimming», perquè aquest mostrava un cos nu en la versió «D», i aquesta escena es va tallar en l'edició «A».

## Llista de cançons
Totes les cançons foren escrites i compostes per Bill Berry, Peter Buck, Mike Mills i Michael Stipe excepte les indicades. Entre parèntesis els directors del videoclips.
1. Flowers (Jim McKay) / Title Sequence (Lance Bangs i Chris Bilheimer)
2. «Drive» (Peter Care)
3. Surveillance (Jem Cohen)
4. «Man on the Moon» (Peter Care)
5. Mercer Loop (Jem Cohen)
6. «The Sidewinder Sleeps Tonite» (Kevin Kerslake)
7. Midtown (Jim McKay)
8. «Everybody Hurts» (Jake Scott)
9. Fish and Boots (James Herbert)
10. «Nightswimming» (Jem Cohen)
11. X-Rays (Jem Cohen)
12. «Find the River» (Jodi Wille)
13. Runt (Lance Bangs)
14. «What's The Frequency, Kenneth?» (Peter Care)
15. Flying Furniture (Dominic DeJoseph)
16. «Bang and Blame» (Randy Skinner)
17. Delinquents (Lance Bangs)
18. «Star 69» (Jonathan Dayton & Valerie Faris)
19. Chinatown (Jim McKay)
20. «Strange Currencies» (Mark Romanek)
21. «Hula Hoops and Bubble Gum (Dominic DeJoseph)
22. «Crush With Eyeliner» (Spike Jonze)
23. R.E.M. A B C (Jonathan Dayton & Valerie Faris) (extret del documental Rough Cut de 1995)
24. «Star Me Kitten» (directe) / Credits (Jonathan Dayton & Valerie Faris) (extret del documental Rough Cut de 1995)